# グアヤス県

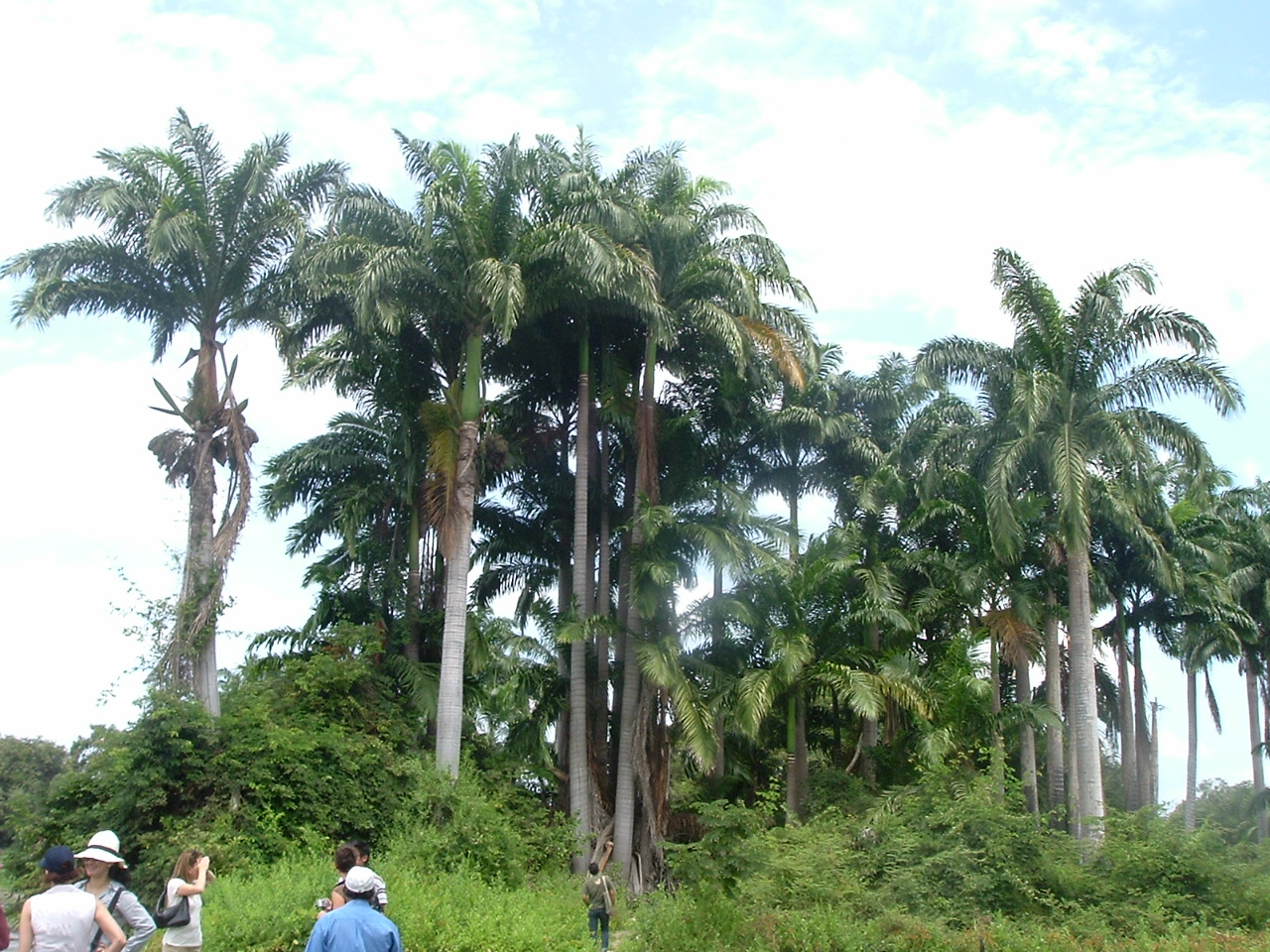
サンタイ島のヤシ

グアヤス県（グアヤスけん、Provincia de Guayas）は、エクアドルの県である。
人口300万人以上を抱えており、エクアドルの県で最多である。面積はエクアドルで4番目に大きい。国内最大の都市、グアヤキルも県内に位置する。

## 隣接する県
県は西にマナビ県、サンタ・エレーナ県及び太平洋（グアヤキル湾）、東にチンボラソ県、カニャール県、アスアイ県、北にロス・リオス県、ボリーバル県、南にエル・オロ県、太平洋と接する。

## 地理
グアヤス県の自然の地形は、非常に多様である。県には、グアヤキルに始まりマナビ県まで続く海岸山脈を除き、高台が存在しない。海岸山脈の西側の地域は砂漠となっており、平均気温は23℃。山脈の東側は、グアヤス川の流域である。特に県の北部では、非常に湿度が高く肥沃であり、平均気温が雨期（12月〜5月）には30℃、乾期（6月〜11月）には25℃である。

### 川
県で最も重要な川であるダウレ川は、同様に北から流れる、ババオヨ川と合流し、グアヤス川を形成する。県は、アンデス山脈以西の南アメリカで最大の流域を持つこの川の一部である。

### 道路
グアヤス県は、独自の道路番号システムを持っている。しかし、このシステムは多くの住民には知られておらず、きちんとは使われていない。
県間道路は、国のシステムで番号が冠せられる。ほとんどの道路は南北に走るが、例外で東西に走る道路もある。県間道路は県で交差している。
- エクアドル・ハイウェイ15号線 (太平洋道路)
- エクアドル・ハイウェイ25号線 (海岸主要道)
- エクアドル・ハイウェイ40号線 (南部横断道路)

## 歴史

### スペイン人到来前
グアヤス県の先住民の文化は、ウアンカビーカ文化である。ヨーロッパ人のアメリカ発見前には、ウアンカピーカ文化が県内にあった。彼らは、州に人口の大多数の先祖にあたる。

### スペイン人の征服と独立
グアヤキルは、1534年8月14日（設立が記念されるのは6月25日）に設立された。スペインの植民地の期間、グアヤキルは、南アメリカで最も重要な港の1つとなる。この都市は1820年10月9日に独立し、すぐ後にグアヤキル・デパートメント（エクアドルで最初の地域の1つ）が設立された。これはマナビ県と、後にグアヤス県に改名されるグアヤキル県に成立した。グアヤキル県は、グアヤキル県は、現在のペルーのトゥンベス県や、ロス・リオス県、エル・オロ県の領域を含んでいた。これらの県は、1860年と1884年にそれぞれ、グアヤス県から分離した。

### 都市
グアヤス県は、国内で最も人口の多い県である。最近の数十年で、地方からは主要都市（特にグアヤキル）への人口流出が進んだ。都市へ移ったほとんどの移住者は、水や電気が通らない貧民街を構成し、グアヤキルで問題となった。

## 人口動態
グアヤス県は、国内で最も人口の甥県である。2003年の県の人口の推計は約3,360,000人である。人口の大きな割合を占めるのは、スペイン人と先住民の混血である、メスティーソであり、次いでイタリア人、レバノン人、ドイツ人出身者の子孫が多い。

## 行政区
県は、25のカントン（郡）に分かれる。下記の表には、2001年国勢調査時点での各郡の人口と平方メートル (km2)での面積、郡都を表記する
| 郡                                        | 人口 (2001) | 面積 (km²) | 郡都                                      |
| ----------------------------------------- | ----------- | ---------- | ----------------------------------------- |
| アルフレド・バケリソ・モレーナ (フジャン) | 19,982      | 216        | アルフレド・バケリソ・モレーナ (フジャン) |
| バラオ                                    | 17,262      | 465        | バラオ                                    |
| バルサル (サン・ジャシント・デ・バルサル) | 48,470      | 1,173      | バルサル                                  |
| コリメス                                  | 21,049      | 758        | コリメス                                  |
| コロネル・マルセリーノ・マリドゥエニャ    | 11,054      | 255        | コロネル・マルセリーノ・マリドゥエニャ    |
| ダウレ                                    | 85,148      | 462        | ダウレ                                    |
| ドゥラン                                  | 178,714     | 339        | ドゥラン                                  |
| エル・エンパルマ                          | 64,789      | 711        | エル・エンパイア (ヴェラスコ・イバラ)     |
| エル・トリウンフォ                        | 34,117      | 389        | エル・トリウンフォ                        |
| ヘネラル・アントニオ・エリサルデ (ブカイ) | 8,696       | 152        | ヘネラル・アントニオ・エリサルデ (ブカイ) |
| グアヤキル                                | 2,039,789   | 5,237      | グアヤキル                                |
| イシドロ・アヨラ                          | 8,226       | 492        | イシドロ・アヨラ                          |
| ロマス・デ・サルヘンティリョ              | 14,194      | 67         | ロマス・デ・サルヘンティリョ              |
| ミラグロ                                  | 140,103     | 401        | ミラグロ                                  |
| ナランハル                                | 53,482      | 2,015      | ナランハル                                |
| ナランヒート                              | 31,756      | 226        | ナランヒート                              |
| ノボル                                    | 14,753      | 128        | ノボル (ナルシサ・デ・フェスス)           |
| パレスチナ                                | 14,067      | 194        | パレスチナ                                |
| ペドロ・カルボ                            | 36,711      | 927        | ペドロ・カルボ                            |
| プラヤス (ヘネラル・ビジャミル・プラヤス) | 30,045      | 269        | プラヤス (ヘネラル・ビジャミル・プラヤス) |
| サリトレ (Urbina Jado)                    | 50,379      | 390        | エル・サリトレ                            |
| サンボロンドン                            | 45,476      | 388        | サンボロンドン                            |
| サンタ・ルシア                            | 33,868      | 348        | サンタ・ルシア                            |
| シモン・ボリーバル                        | 20,385      | 289        | シモン・ボリーバル                        |
| ヤグアチ                                  | 47,630      | 512        | ヤグアチ (サン・ジャシント・デ・ヤグアチ) |